# أليساندرا بانارو
اليساندرا بانارو (14 ديسمبر 1939 - 1 مايو 2019) هي ممثلة سينمائية إيطالية، عملت في أواخر الخمسينيات وأوائل الستينيات.
برز نجم بانارو وزادت شهرتها في أوائل الستينيات من القرن الماضي، وأبرز أعمالها في تلك الفترة كان فيلم الدراما والجريمة روكو وأخوانه والذي عرض عام 1960 مع المخرج السينمائي والمسرحي لوتشينو فيسكونتي.

## حياتها الوظيفية
ولدت في روما عام 1939 وكانت أبنة لعائلة ثرية، درست باناروا التمثيل على يد معلمتها تيريزا فرانشيني. وقدمت أول افلامها وهي بعمر 16 عامًا، وحققت أولى نجاحاتها الكبيرة في عام 1956 مع المخرج Dino Ris في فيلم Poor، But Handsome ، لتتخصص بعد هذا العمل في الكوميديا الرومانسية.
وفي عام 1957 قدمت دورًا في الفيلم الأيطالي الناجح Poveri ma belli شاركت فيه مع النجمة لوريلا دى لوكا، إضافة لمشاركتها في برنامج Il Musichiere مع ماريو ريفا والذي كان يذاع على قناة RAI.

## حياتها الشخصية
تزوجت مرتين وكان زوجها الأول المصرفي الإيطالي ذا الأصول المصرية جان بيير ثابت، ثم تزوجت عام 1992 من الممثل جيانكارلو سبراجا .
وتوفيت اليساندرا بانارو عن عمر يناهز 79 عامًا، وذلك في 1 مايو 2019 في منزلها في جنيف.

## أعمالها
- Il barcaiolo di Amalfi (1954)
- Destinazione Piovarolo (1955)
- Il campanile d'oro (1955)
- Wild Love (1956) - Marcella
- Guardia, guardia scelta, brigadiere e maresciallo (1956) - Charlotte
- I miliardari (1956) - Mariuccia
- Mamma sconosciuta (1956) - Lia
- Cantando sotto le stelle (1956) - Lucia Traversa
- Poveri ma belli (1957) - Anna Maria
- Lazzarella (1957) - Sandra Carpella
- Belle ma povere (1957) - Anna Maria
- Lazzarella (1957) - Sandra Carpella
- Pretty But Poor (1957) - Anna Maria
- La trovatella di Pompei (1957) - Maria Molinaro / Curti
- Love and Chatter (1958) - Doddy Paseroni
- Si le roi savait ça (1958) - Mireille
- Toto, Peppino and the Fanatics (1958) - Vignanelli's Daughter
- Te doy mi vida (1958)
- L'ultima canzone (1958)
- Cigarettes, Whiskey and Wild Women (1959)
- I ragazzi dei Parioli (1959) - Susy
- Avventura a Capri (1959) - Sandra
- Poveri milionari (1959) - Annamaria
- Le notti dei Teddy Boys (1959) - Luisa
- Il raccomandato di ferro (1959) - Wilma
- Cerasella (1959) - Nora
- روكو وإخوانه (1960) - Ciro's Fiancee
- The Bacchantes (1961) - Manto
- Pecado de amor (1961) - Esperanza
- Mariti a congresso (1961)
- Ulysses Against the Son of Hercules (1962) - Elena
- The Son of Captain Blood (1962) - Abigail 'Abby' McBride
- The Secret Mark of D'Artagnan (1962) - Diana
- The Executioner of Venice (1963) - Leonora Danin
- Hercules vs. Moloch (1964) - Medea, Queen of Tyro
- Temple of the White Elephant (1964) - Cynthia Montague
- The Yellow One (1964) - Frau des Schut (uncredited)
- Der Schatz der Azteken (1965) - Rosita Arbellez
- Die Pyramide des Sonnengottes (1965) - Rosita Arbellez
- 30 Winchester per El Diablo (1965) - Pamela Webb
- La notte dell'addio (1966)
- Sexycop (1976)
- La notte è piccola per noi (2016) - Adelina (final film role)

## الروابط الخارجية
- أليساندرا بانارو على موقع IMDb (الإنجليزية)
- أليساندرا بانارو على موقع ألو سيني (الفرنسية)
- أليساندرا بانارو على موقع أول موفي (الإنجليزية)
- أليساندرا بانارو على موقع قاعدة بيانات الأفلام السويدية (السويدية)
- أليساندرا بانارو على موقع قاعدة بيانات الفيلم (الإنجليزية)
- أليساندرا بانارو على موقع كينوبويسك (الروسية)
- أليساندرا بانارو في قاعدة بيانات الأفلام على الإنترنت